# Juan de Mesa
Juan de Mesa y Velasco (Cordoue, 1583 - Séville, 1627) est un sculpteur du baroque espagnol. Il est l'auteur de nombreuses effigies qui sortent en procession pendant la semaine sainte de Séville.

## Biographie
Il est né en 1583 à Cordoue. Faute de documents, on dispose de très peu d'éléments sur sa vie. En 1606, il intègre l'atelier de Juan Martínez Montañés à Séville, auquel on a longtemps attribué beaucoup de ses œuvres. Il se marie avec Maria Flores et s'installe près de la Alameda de Hércules. On sait aussi qu'il appartenait à la Hermandad del Silencio.
Ses sculptures se caractérisent par un grand réalisme qui est le résultat d'un long travail d'observation de personnes et de cadavres qui lui a permis de reproduire le plus fidèlement possible l'anatomie humaine. Précisément à cette époque, le programme esthétique de l'Église catholique romaine consistait en une reproduction fidèle des figures humaines pour rendre les Images saintes plus proche des fidèles, renforçant ainsi leur dévotion. Sa prédilection pour les images saintes de la Passion lui a valu le surnom de l'Imaginero del dolor (le sculpteur de la douleur).
Sa vie artistique a été entrecoupée de périodes de silence que certains ont attribué à une maladie chronique, peut-être la tuberculose, qui l'aurait affaibli jusqu'à précipiter sa mort en 1627 à l'âge de 44 ans. Il est enterré dans l'église San Martin de Séville.

## Son œuvre

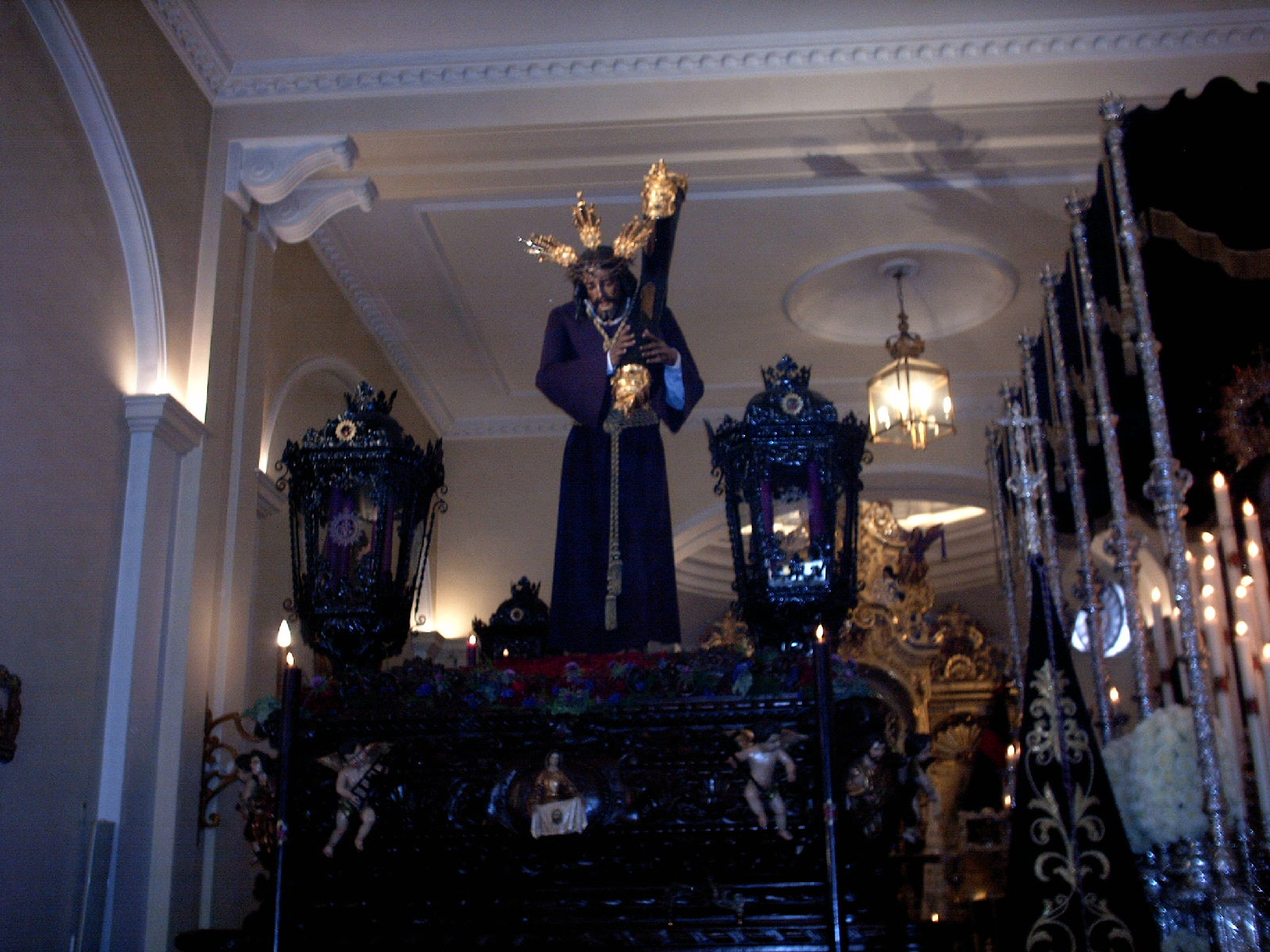
Jesus del Gran Poder

Les effigies processionnelles constituent l'essentiel de son œuvre et font encore aujourd'hui l'objet d'une grande dévotion. Parmi celles-ci se détachent le Cristo del Amor d'une hauteur de 1,80 m, le Cristo de la Buena Muerte et le très connu Jesus del Gran Poder.